# Greven
Greven (phát âm tiếng Đức: [ˈɡʁeːvən]) là một thị xã ở huyện Steinfurt, bang North Rhine-Westphalia nước Đức. Đây là một ngoại ô của thành phố Münster.
Greven nằm bên sông Ems, cự ly khoảng 25 km về phía đông nam Rheine và 15 km về phía bắc Münster.
Greven có các khu vực dân cư sau:
- Greven
- Reckenfeld
- Gimbte
- Schmedehausen

Các đô thị giáp ranh:
| - Altenberge - Nordwalde - Emsdetten - Saerbeck | - Ladbergen - Ostbevern - Telgte - Münster |

Greven có Sân bay quốc tế Münster Osnabrück với lưu lượng mỗi năm 1,6 triệu lượt khách.